# Corn d'Or
El Corn d'Or (en turc: Haliç; en grec antic: Χρυσοκέρας, Khrisokeras és un estuari i port natural que ha tingut molta influència sobre el desenvolupament de la ciutat d'Istanbul al llarg de tota la seva història. Aquesta ria estreta divideix el costat europeu de la ciutat en dues parts: la ciutat vella i la part de Gàlata. Té aproximadament 8 km de longitud, des de l'obertura extensa sobre el Bòsfor fins a l'entrada de la vall, on desemboquen dos rierols. És un port natural summament segur, on no hi ha ni marea ni corrents.
Durant l'edat mitjana hi havia una enorme cadena entre Gàlata i Constantinoble que servia de defensa marítima per a la capital de l'Imperi Romà d'Orient.
S'anomena així a causa de les terres fèrtils que antigament l'envoltaven, a la gran varietat de peixos i a la bellesa de la seva forma semblant a una banya. Al llarg de la seva història, 10 ponts van ser construïts per a unir les dues riberes, des del primer que va ser molt senzill durant l'època de Justinià I, fins als ponts d'ús militar construïts en el segle xv per Mehmet el Conqueridor durant el setge.
Dels tres ponts que hi ha actualment, el més famós és el pont de Gàlata, que uneix el barri d'Eminönü amb el de Beyoğlu. Ple de pescadors tot el dia, que contrasten amb el moviment constant d'aquest centre neuràlgic.